# Wilhelm von Schlitz genannt von Görtz
Friedrich Wilhelm August Franz Graf von Schlitz genannt von Görtz (* 5. Januar 1882 in Schlitz; † 30. Juni 1935 in Frankfurt am Main) war ein hessischer Standesherr und Abgeordneter.

## Familie
Schlitz genannt von Görtz war der zweite Sohn von Emil von Schlitz genannt von Görtz und dessen Ehefrau Sophia de Villeneuve Cavalcanti d’Albuquerque (1858–1902). Er war evangelischer Konfession und heiratete am 25. Oktober 1906 in Darmstadt Catharina (Cateau) Freiin zu Riedesel zu Eisenbach (1883–1969), die Tochter des Moritz Riedesel Freiherr zu Eisenbach und der Anna Blaauw (1852–1927).

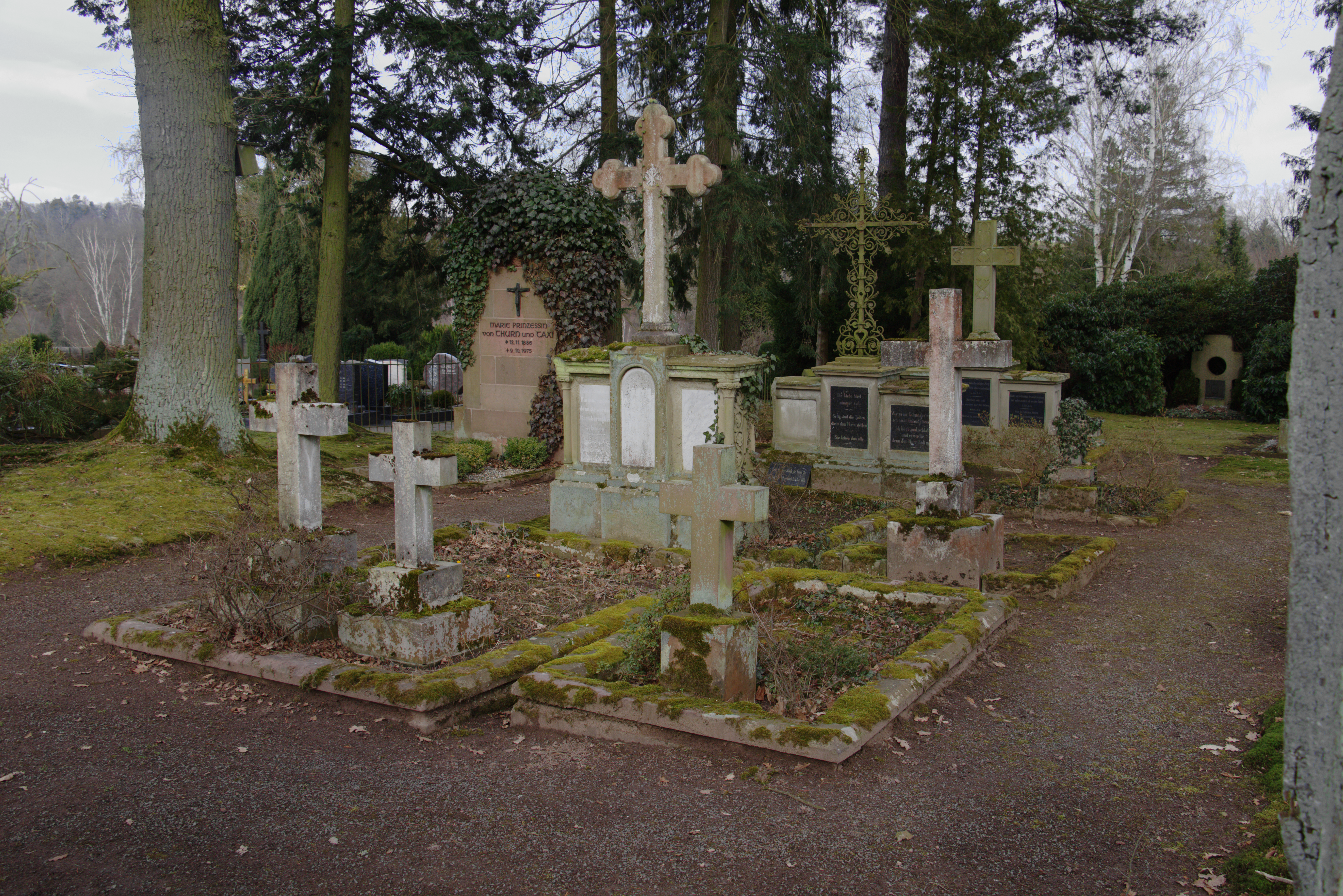
Grab (rechts in dritter Reihe)

Er ist auf dem Grabfeld Schlitz gen. von Görtz auf dem Friedhof Schlitz begraben.

## Leben
Schlitz genannt von Görtz besuchte die Gymnasien in Weimar, Kassel und Eisenach und wurde 1909 Leutnant im Garde-Dragoner-Regiment (1. Großherzoglich Hessisches) Nr. 23 in Darmstadt. Nach dem Tod seines Vaters übernahm er 1914 die Standesherrschaft. Sein älterer Bruder Carl August Konstantin Erbgraf von Görtz war bereits 1911 verstorben, so dass er in der Erbfolge aufrückte. Als hessischer Standesherr war Görtz erbliches Mitglied der Ersten Kammer des Großherzogtums Hessen. Mit der Novemberrevolution 1918 endete das Mandat. Im Ersten Weltkrieg leistete er Militärdienst und schied 1919 als Rittmeister à la suite im Garde-Dragoner-Regiment (1. Großherzoglich Hessisches) Nr. 23 aus dem Dienst aus.